# Kumano Hongu Taisha

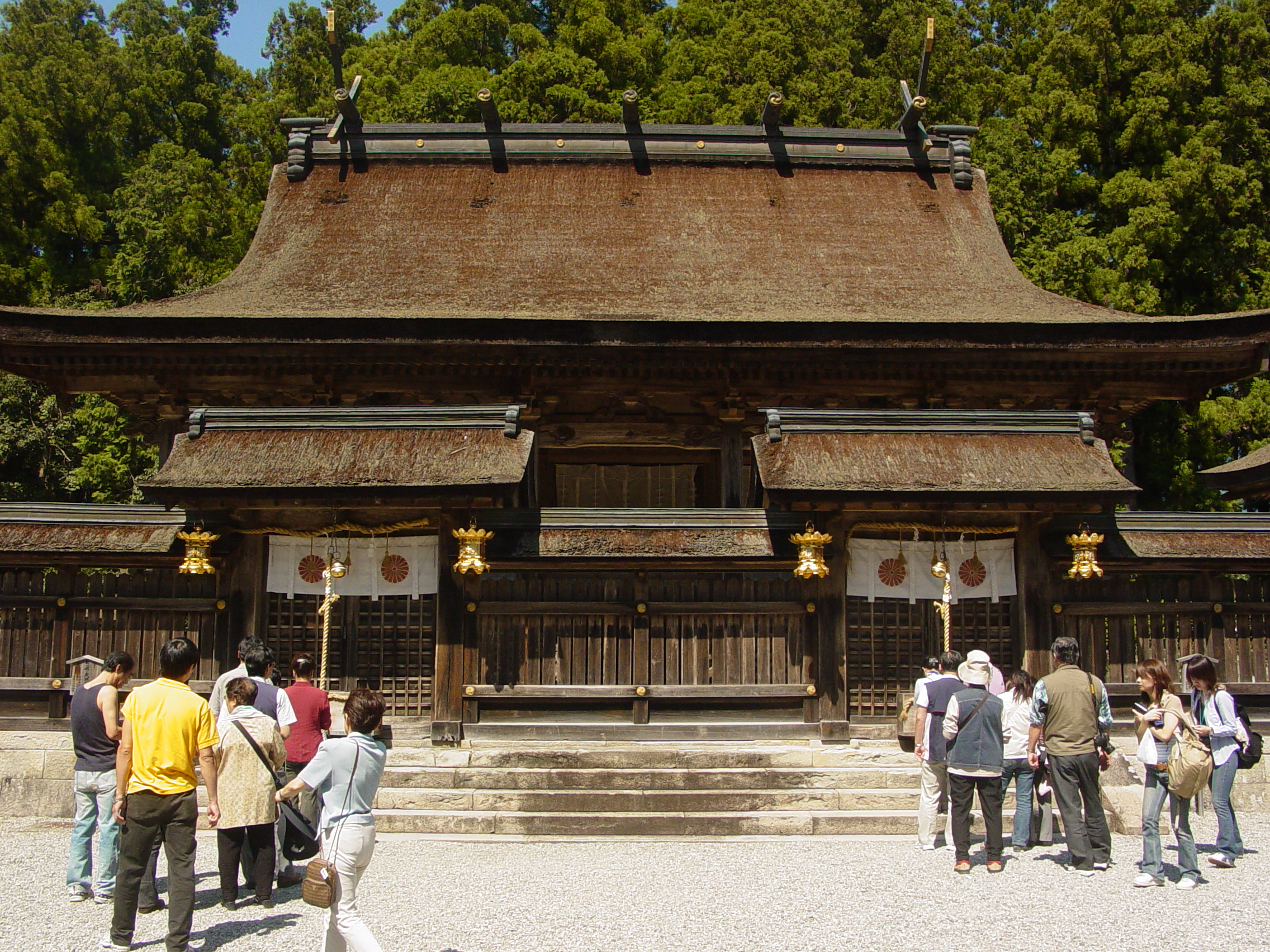
Kumano Hongu Taisha

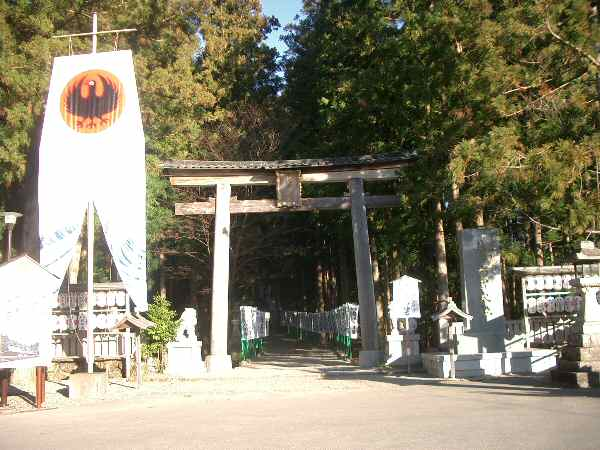
De torii van Kumano Hongu Taisha

Kumano Hongū Taisha (Japans: 熊野本宮大社) is een shintoschrijn in de plaats Hongu in de stad Tanabe (Wakayama). Taisha betekent groot schrijn. Het behoort samen met de schrijnen Kumano Hayatama Taisha en Kumano Nachi Taisha tot Kumano Sanzan, dat door UNESCO in 2004 als onderdeel van de drie heilige plaatsen en pelgrimsroute in het Kii-gebergte werd erkend als Werelderfgoed.
Alle paden van de pelgrimsroute Kumano Kodo en Kumano rivier leiden naar dit schrijn.

## Toegang
- Het schrijn is bereikbaar per bus:
  - Vanaf JR West - Station Shingu: 1 uur 20 min (met Kumano Kotsu of met Nara Kotsu), 1 uur (met Meiko Bus)
  - Vanaf JR-West - Station Kii Tanabe: 1 uur 47 min
  - Vanaf luchthaven Nanki-Shirahama: 1 uur 24 min, en vanaf station Shirahama: 1 uur 20 min (met Meiko Bus)